# Nephrotoma consularis
Nephrotoma consularis är en tvåvingeart. Nephrotoma consularis ingår i släktet Nephrotoma och familjen storharkrankar.

## Underarter
Arten delas in i följande underarter:
- N. c. consularis
- N. c. eminens